# Jean-Baptiste de Valbelle
Pour les autres membres de la famille, voir Famille de Valbelle.
Jean-Baptiste de Valbelle, né en 1627 et mort le 16 avril 1681 à La Reynarde, près de Marseille, est un aristocrate et officier de la Marine française du XVIIe siècle. Il rejoint la Marine royale. Sans affectation pendant la régence d'Anne d'Autriche, il arme à ses frais plusieurs bâtiments et livre un combat face aux Anglais. Au début de la guerre de Hollande, il conduit une escadre d'aide à la ville de Candie, assiégée par les Ottomans. Il se distingue à plusieurs reprises en 1676 et est nommé chef d'escadre à la mort du marquis d'Alméras

## Biographie

### Origines et famille
Jean-Baptiste de Valbelle descend d'une famille de la noblesse provençale dont l'origine remonte, peut-être, aux premiers comtes de Provence et aux anciens comtes de Marseille,. Cette famille fournira au royaume de France une série de marins valeureux et dévoués, commandant presque toujours des galères construites et armées à leurs frais.
Jean-Baptiste de Valbelle est le fils de Cosme II (1568-1638), sire de Valbelle, seigneur de Baumelles, capitaine de cent hommes d'armes, mort héroïquement le 1er septembre 1638, au commandement de sa galère La Valbelle, au cours de la bataille livrée par Pontcourlai, général des galères, à la flotte d'Espagne et de Sicile à la hauteur de Gênes.
Sa mère est Anne-Madeleine de Paule, fille de François de Paule et de Jeanne de Puget. Le couple se marie en 1632, de cette union naissent :
- Jean-Philippe de Valbelle, il reçoit un brevet de capitaine de galère le 15 décembre 1638 et remplace son père sur La Valbelle[3]
- Jean-Baptiste de Valbelle

### Carrière dans la Marine royale

#### Jeunesse
Valbelle effectue sa première campagne navale dès l'âge de neuf ans, sur la galère de son père. Après avoir été témoin de la mort de son père à la bataille de Gênes, il est fait prisonnier avec son frère, Jean-Philippe, qui servait en qualité de lieutenant sur le même bâtiment, et qui meurt longtemps après d'une blessure reçue à la tête reçue au cours de ce combat

#### Au service de l'ordre de Saint-Jean de Jérusalem
Fidèle à la tradition familiale, Valbelle est reçu de minorité dans l'ordre de Saint-Jean de Jérusalem en 1640 à l'âge de 13 ans, et se distingue très jeune dans le service de cet Ordre. Il est promu capitaine de galère en 1647. Le 8 octobre 1649, au siège de Candie, où se trouvait un bataillon de l'Ordre, le chevalier de Valbelle fait prisonnier un pacha turc ; qu'il comptait amener vivant dans la ville, mais étant entouré d'assaillants, il est contraint de l'égorger pour se dégager de ses ennemis.

#### Guerre de Trente Ans
Valbelle prend part, en 1641, à l'âge de quatorze ans, sous les ordres de Monseigneur de Sourdis, archevêque de Bordeaux, au blocus du port de Tarragone, au cours duquel il est blessé. Il se distingue, l'année suivante, en 1642, sous les ordres du marquis de Brezé, à la bataille de Barcelone, « sautant le premier la hache à la main sur un des vaisseaux ennemis, qui fut enlevé. » Il reçoit, pour récompense de cette action, le commandement d'un petit bâtiment qu'il nomme Le Persée. Peu de temps après, il rencontre un navire espagnol plus fort que le sien, et étant attaqué par ce dernier, Valbelle s'en approche, sans tirer un seul coup, lui jette les grappins, l'aborde, et s'en rend maître après un combat acharné, et le conduit à Toulon. Il fait, dans les mois qui suivent, encore plusieurs prises considérables, qui contribuent à sa grande fortune.

#### Marine royale
Il entre dans la Marine royale, et devient capitaine de galère du roi, puis capitaine de vaisseau. Sous la Régence de la reine-mère, il se distingua par une entière fidélité, et lève des troupes qu'il met au service du roi. N’étant pas employé, dans une période où la marine royale est en perte d'influence à la Cour de France, il arme plusieurs vaisseaux à ses frais contre les Espagnols et les Turcs.
Au mois d'octobre 1654, il commande un des vaisseaux de la flotte du chevalier Paul, qui sera son premier maître avant Duquesne, à la prise de Castellammare. Ayant été ensuite détaché avec le chevalier de Goutes pour aller chercher des vivres en Provence, il attaque, à la hauteur de Palerme, trois corsaires marocains, en coule un et capture les autres, après un combat de deux heures. Il accomplit d'ailleurs sa mission avec succès et ravitaille la flotte du chevalier Paul.

##### Combats contre les Anglais en Méditerranée
En rentrant en France, il croise la route d'un vaisseau anglais, plus puissant que le sien, dont le capitaine exige alors qu'il salue le pavillon. Peu disposé à s'exécuter, Valbelle attaque le vaisseau anglais et le prend.
Les Anglais ont encore à l'esprit ce fait d'armes lorsqu'en septembre 1655, il est attaqué par une escadre de quatre navires anglais, l'un de 60 canons, et les autres de 36 à 44 canons, sous les ordres du chevalier Bank entre les îles Majorque et Cabrera, alors qu'il n'avait que son vaisseau, de 30 canons. Le commandant anglais exigent à nouveau le salut, « pour l'honneur du pavillon ». Valbelle - malgré son infériorité numérique - se défend avec tant de valeur, qu'avec un seul vaisseau il démâte deux vaisseaux ennemis et obtient une composition honorable pour être ramené, lui, le reste de son équipage, et son canon, dans un port de France.
L'historien et biographe Léon Guérin décrit cet épisode avec lyrisme :  

« Valbelle ne s'inquiète ni du nombre, ni de la force des Anglais; il ne voit que l'honneur du pavillon qui lui est confié, et sans balancer, se décide à périr plutôt que de le sacrifier un instant. Le valeureux chevalier s'engage dans une lutte d'un contre quatre, dont chacun est beaucoup plus fort que lui. Son habileté, son courage qui sont partout, à la manœuvre et au canon, la font durer un temps presque incroyable. Les quatre vaisseaux anglais lui tirent leurs bordées sans trêve ni répit; il ne se lasse pas de leur répondre. Son vaisseau est criblé de coups ; les mâts s'écroulent, toutes les voiles sont en lambeaux, toutes les manœuvres hachées; une nouvelle bordée emporte sa poupe ; il ne reste plus à Valbelle qu'un débris de bâtiment qu'il dispute encore et sur lequel il continue à combattre, digne fils de Valbelle l'Ancien. Voyant à la fin que c'en est fait de lui, mais décidé à donner la victoire aux écueils plutôt qu'aux Anglais et à tenir sauf jusqu'au bout l'honneur du pavillon, il alla s'échouer sur un banc de sable, résolu à y vendre chèrement ce qui lui restait de vie. Tant d'héroïsme fait éclater l'admiration de ceux-là mêmes qui l'ont attaqué ; ils déploient des signes de paix, renoncent au salut, détachent un de leurs canots vers Valbelle, et lui font savoir qu'ils le mettent à sa disposition pour se retirer en France avec ceux des siens qui ont survécu. Ainsi fit l'intrépide capitaine, dont la barque fut saluée à son entrée à Marseille par des transports d'enthousiasme. Les cent bouches de la renommée retentirent de cet exploit. Voilà comment nos pères répondaient, même en temps de paix, aux insolentes exigences de l'Anglais ; et Louis XIV leur applaudissait. »

Plus tard, Valbelle aura l'occasion de croiser le commandant anglais, au Jardin du Luxembourg avec l'ambassadeur d'Angleterre. Alors que les deux officiers échangent un salut de connaissance, l'ambassadeur demande au chevalier Bank qui était le gentilhomme qui lui faisait cette politesse.
— « C'est le chevalier de Valbelle, répondit Bank.
— Est-ce celui du combat de Majorque ? l'interroge l'ambassadeur.
— Lui-même, répond le commandant anglais.
— Puisqu'il accorde si gracieusement le salut sur terre, reprit le diplomate, on ferait bien de ne le lui jamais demander sur mer. »
Valbelle réalise de nouveaux exploits dans le Levant contre les musulmans. Lors d'une campagne qu'il effectue, en 1660, pour son propre compte, à bord du vaisseau La Vierge, construit à ses frais, il se distingue à nouveau.
Il est promu capitaine de vaisseau en mars 1666 et reçoit le commandement du vaisseau Le Sauveur. En 1669, il commande une escadre pour le secours de Candie, et une autre sur les côtes de Tunis et d'Alger.

#### Guerre de Hollande

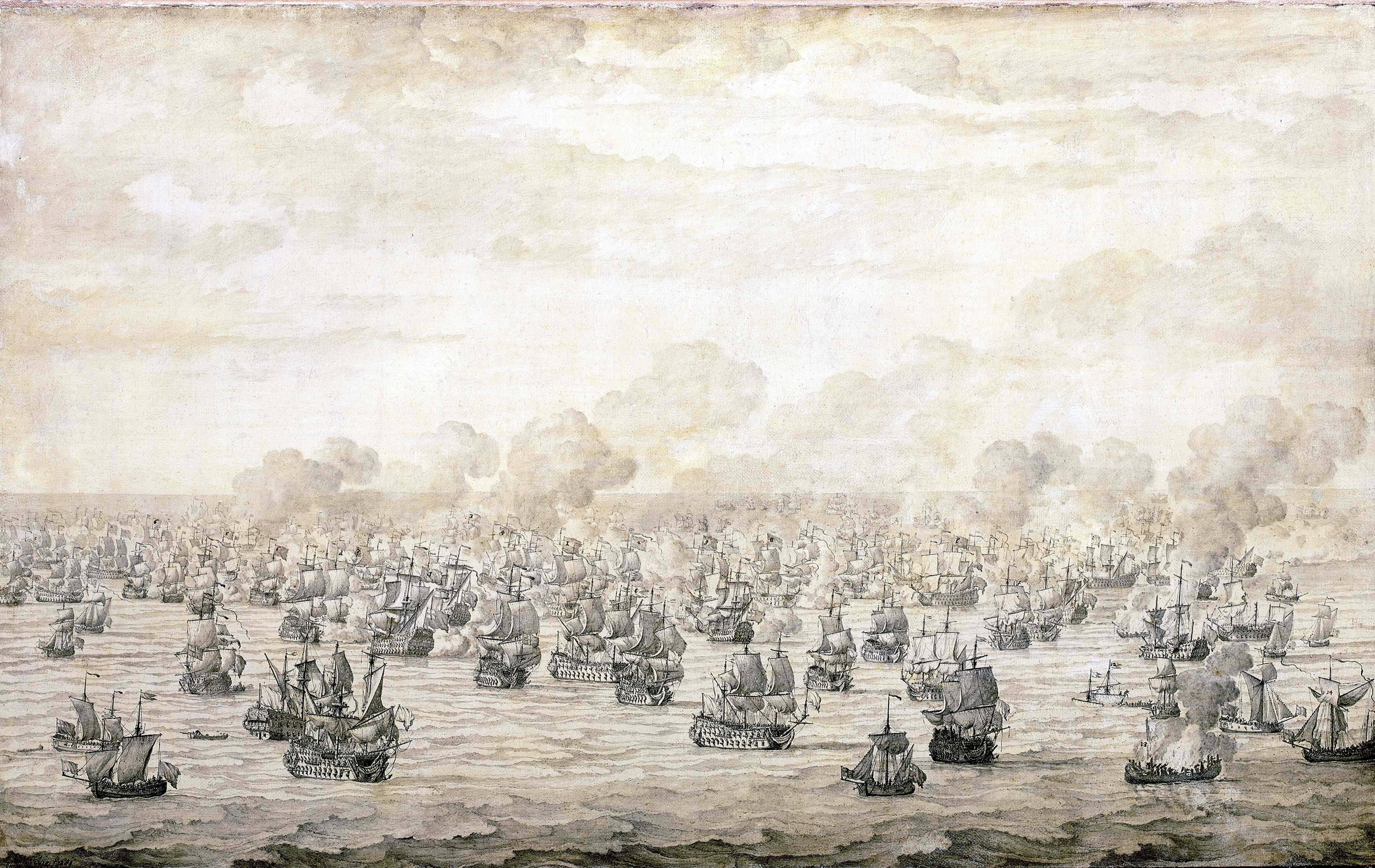
La première bataille de Schooneveld, le 7 juin 1673 par Willem van de Velde l'Ancien.

En 1671 et 1673, les Français s'allient aux Anglais, contre les Néerlandais. De Valbelle, en dépit de ses nombreux faits d'armes n'est alors que capitaine de vaisseau. N'étant pas informé des instructions secrètes données au vice-amiral d'Estrées, qui consistaient à économiser les vaisseaux français et à laisser, autant que possible, l'Angleterre et les Provinces-Unies se déchirer l'une par l'autre, Valbelle n'hésitera pas à engager toutes ses forces dès qu'il en aura l'occasion.
Il se distingue à de nombreuses reprises, et surtout lors de la bataille des bancs de Flandre, qui a lieu dans les parages de l'île Walcheren le 7 juin 1673, entre les flottes combinées de France et d'Angleterre, placées sous les ordres du prince Rupert, et l'avant-garde hollandaise aux ordres du luitenant-admiraal Bankaert. Commandant sur le vaisseau Le Glorieux, 64 canons, il parvient en compagnie du marquis de Grancey, à manœuvrer habilement de sorte à mettre plus grand désordre l'arrière-garde hollandaise. À la fin de ce combat, il aperçoit une frégate anglaise, le Cambridge (en), commandé par le capitaine Herber, qui était sur le point d'être pris par l'amiral Tromp. Aussi son vaisseau est particulièrement remarqué des Anglais eux-mêmes qui pourtant, dans cette occasion, se plaignent du peu d'activité montré l'escadre du comte d'Estrées.
Léon Guérin, dans Les marins illustres de la France, retrace le récit de ce combat :

« Il se sentit généreusement ému à ce spectacle, et sans consulter personne, sans se laisser arrêter par la pensée de son propre péril, il détacha sa chaloupe avec un de ses lieutenants pour remorquer la frégate qui, sans cela, eût été infailliblement coulée à fond. Valbelle n'était point homme à rendre service à demi, et, pour seconder la retraite de l'Anglais, il alla aussitôt partager avec lui le feu de l'ennemi. Cet ennemi n'était autre que le fameux Corneille Tromp. Valbelle soutint son feu deux heures durant, abattit son grand mât et eut même la gloire de voir ce grand homme se retirer devant lui. Le prince Rupert, qui avait le commandement en chef des armées navales de France et d'Angleterre, témoigna au brave commandeur toute sa reconnaissance et son admiration pour une si belle conduite. »

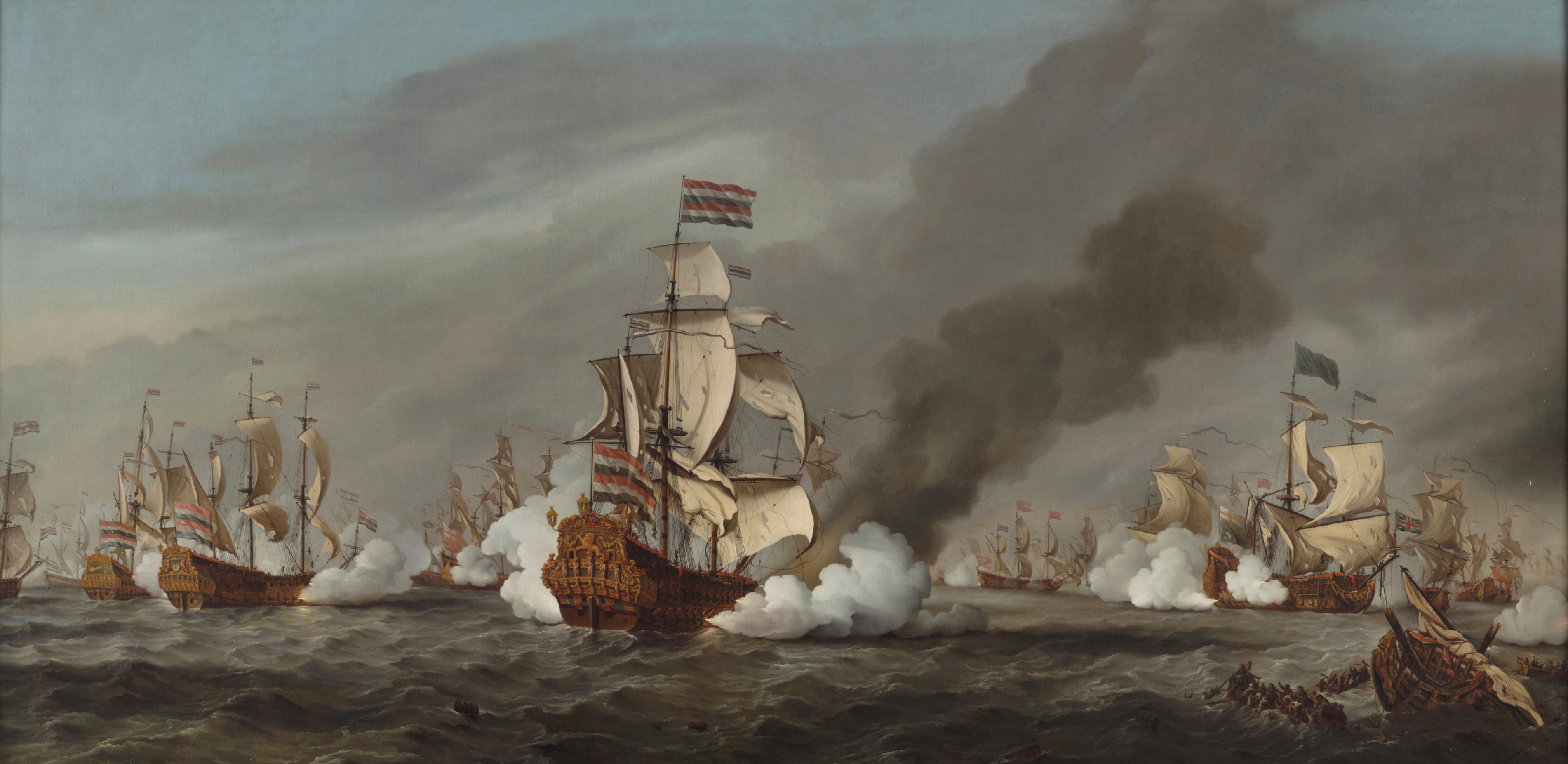
La bataille du Texel, par Willem van de Velde l'Ancien.

Valbelle se distingue encore aux combats du 14 juin et lors de la bataille du Texel, le 21 août 1673, toujours contre les Hollandais.
En 1674, commande la flotte de six vaisseaux et quatre brûlots envoyer au secours de Messine qui s'était insurgée contre les Espagnols. Arrivée devant la ville le 15 septembre, il débarque ses troupes à la vue de la flotte espagnole qui reste immobile. Seul le fort de San Salvador, tire en sa direction quelques coups de canons. Il prend ce fort et chasse les troupes espagnoles de tous les forts qu'elles occupaient.

« Les Messinois l'accueillirent aux cris de : « Vive la France ! » Il reçut ensuite les harangues du sénat. Mais sans perdre plus de temps en discours inutiles, il engagea, sur-le-champ, les insurgés à faire l'attaque du fort San-Salvador, et leur promit de débarquer ses troupes pour les appuyer. Il tint parole, et procéda lui-même, malgré l'approche de vingt-trois vaisseaux espagnols aux ordres de Melchior de la Cueva, à l'attaque de la place. Celle-ci se défendit durant quelques jours avec beaucoup de vigueur ; mais Valbelle étant sur le point de la faire sauter par la mine, le gouverneur capitula. Valbelle revint ensuite en France pour y rendre compte de la manière dont il avait rempli sa mission, et y demander les moyens de conserver Messine. »

En 1675, il ramène encore des troupes, et entre dans le port, malgré la résistance des vaisseaux et des galères espagnoles. Cette même année, il en ouvre aussi l'entrée au duc de Vivonne, qui y apportait de nouveaux secours, par une sortie vigoureuse sur l'armée ennemie, qui étant supérieure en nombre, pensaient de pouvoir l'en empêcher.

« Mais à peine était-il parti, que les Espagnols vinrent assiéger cette ville par terre et par mer, et réduisirent, par la famine, les habitants à s'engager à se rendre sous quelques jours, s'ils ne recevaient point de secours de France. Les choses en étaient là, quand, le 2 janvier 1675, on signala, du haut des remparts, une petite escadre de six vaisseaux de guerre et de trois brûlots, au pavillon blanc. C'était encore l'actif et vigilant Valbelle qui la conduisait, ayant avec lui le marquis de Valavoir, destiné à remplir dans Messine les fonctions de vice-roi. Toutefois, Melchior de la Cueva, capitaine général des armées navales d'Espagne, barrait le passage avec une flotte de vingt-deux vaisseaux et de vingt-quatre galères. Valbelle, confiant dans son étoile, prit la résolution de tenter l'entrée dès le lendemain, malgré l'immense disproportion de ses forces. Lui-même, monté sur le Pompeux, il s'avança dans le détroit sous le feu d'une tour et de quelques autres postes dont les Espagnols s'étaient rendus maîtres ; il démonta les batteries ennemies et força ceux qui les défendaient à s'enfuir dans les montagnes voisines. Pendant ce temps la flotte de Melchior de la Cueva, stupéfaite de l'audace inouïe du chef d'escadre français, se tint dans le silence et l'immobilité, sans faire seulement mine de vouloir disputer le passage. Valbelle entra triomphalement dans Messine pour la seconde fois secourue par lui, et y installa le vice-roi français. Peu de temps après, quand Duquesne amena un remplaçant à Valavoir, dans la personne de Vivonne, la flotte espagnole s'étant enfin déterminée à essayer de laver la honte dont son inaction l'avait couverte, et ayant engagé le combat contre les huit vaisseaux de guerre des Français, Valbelle, qui se trouvait encore à Messine, averti, par le bruit de l'artillerie, de ce qui se passait en mer, accourut si à propos avec ses six vaisseaux au secours de Duquesne et de Vivonne qu'il détermina leur victoire. »

##### La campagne de Sicile (1676)

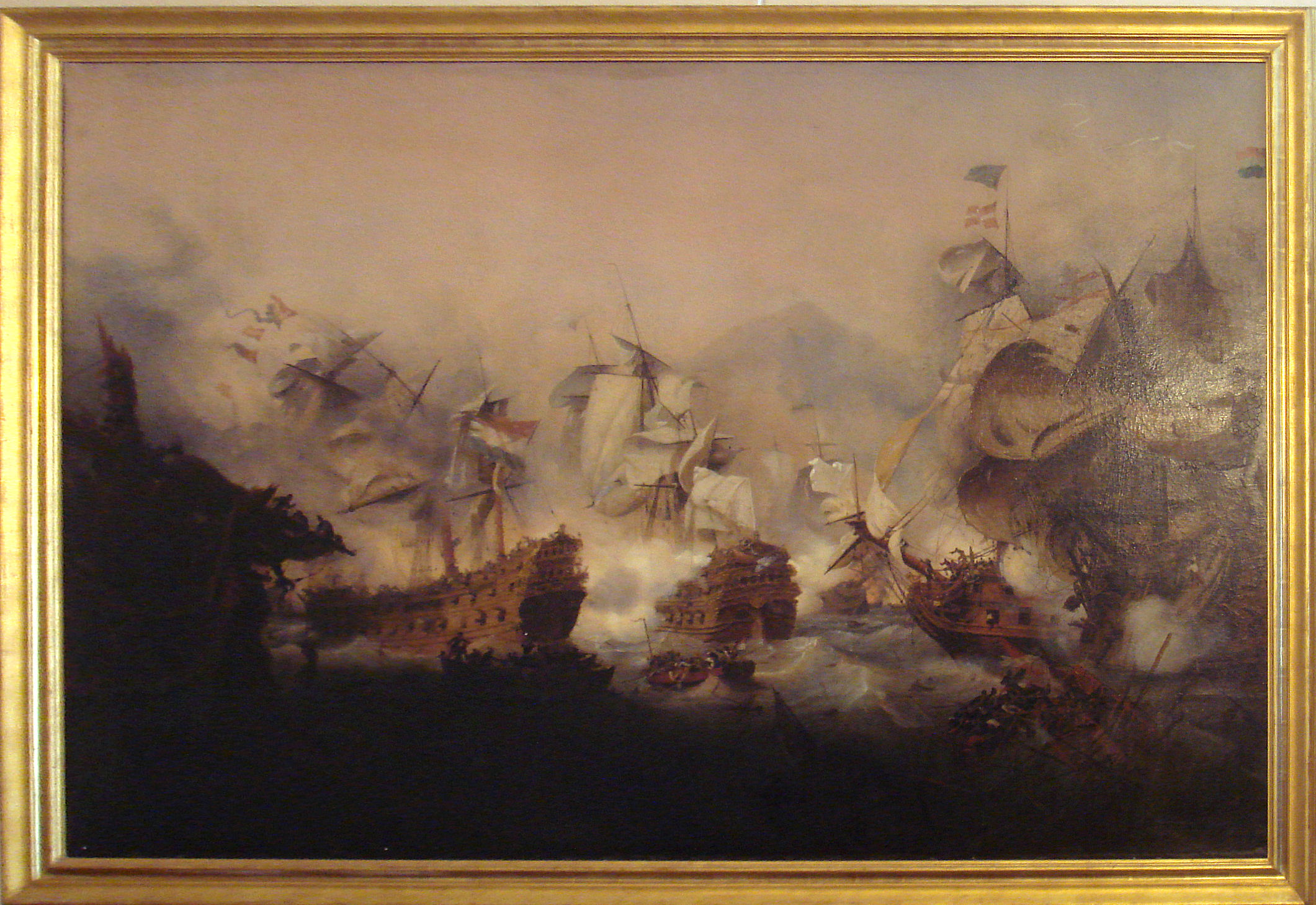
Bataille d'Agosta par Ambroise Louis Garneray

Pendant la campagne navale de 1676 au large de la Sicile, le commandeur de Valbelle assiste aux trois combats que vont se livrer Duquesne et Ruyter.
Commandant le vaisseau Le Pompeux, Valbelle a l'honneur, tout comme Tourville, d'être les « matelots » du lieutenant général de l'armée navale de France, à côté du vaisseau amiral Le Saint-Esprit. Valbelle, qui avait eu autrefois pour adversaire direct Cornelis Tromp, se trouve à la bataille de Stromboli, en face du « Grand Ruyter » lui-même et doit soutenir son feu pendant deux heures. Ce jour-là, il n'y eut que Duquesne dans la flotte française qui se montra plus grand que Valbelle.
Valbelle se distingue à nouveau à la bataille du mont Gibel, commandant toujours Le Pompeux. Il reçoit le commandement de l'avant-garde française après la mort d'marquis Alméras, tué au commencement du combat. L'amiral Ruyter, qui recevra - lui aussi - le coup mortel de son bord au cours de cette bataille, avoue que celui contre qui il avait combattu, méritait de commander. Malgré la victoire, une dispute éclate quelque temps plus tard entre Valbelle et Duquesne. Cette dernière a pour origine le rapport rédigé par le marquis d'Infreville à l'issue du combat, dans lequel il affirme que « arrière-garde n'avait pas du 
tout combattu et le corps de bataille fort peu. »
Un courrier expédié par Valbelle et Gabaret, à l'insu de leur chef, contenait également de fâcheuses critiques. Si bien que Du Quesne se voit contraint de réclamer contre ces « esprits brouillons » une peine sévère :

« Le sieur de Valbelle ne c'est peu empescher d'exerser son esprit brouillon non pas directement contre moy, ny contre les gens d'honneur de l'armée, au préjudice desquels il exalte de petit mérite. Il sait, par ces menées ordinaires, enpoisonner les esprits faibles et les engager dans la caballe, entr autre le sieur Gabaret, quy ne sait à que s'en prendre… Vous conoisez l'esprit très pernicieux du sieur de Valbelle… De grâce, Monseigneur, faite que nous ayons la paix dans ce corps, affin que nous servions tous le Roy avec allégrese : et j'osse vous aseurer que tout yra bien, quand il n'y aura plus de chef de caballe. »

Colbert sévit. Saint-Aubin d'Infreville est incarcéré pour abandon de son poste, et Valbelle réprimandé pour ses « traits de malignité contre tout ce qu'avait fait de beau et de grand Du Quesne. »
Lors de la bataille de Palerme, qui marque la ruine des forces navales combinées de Hollande et d'Espagne, Valbelle commande sous les ordres du duc de Vivonne, qui avait arboré pavillon amiral sur Le Sceptre, et il partage avec le maréchal de France, ainsi qu'avec Duquesne et Tourville, la gloire découlant de cette nouvelle victoire. À l'issue de cette campagne, le commandeur de Valbelle, alors âgé de 50 ans, est promu au grade de chef d'escadre des armées navales.

#### Dernière missions et mort

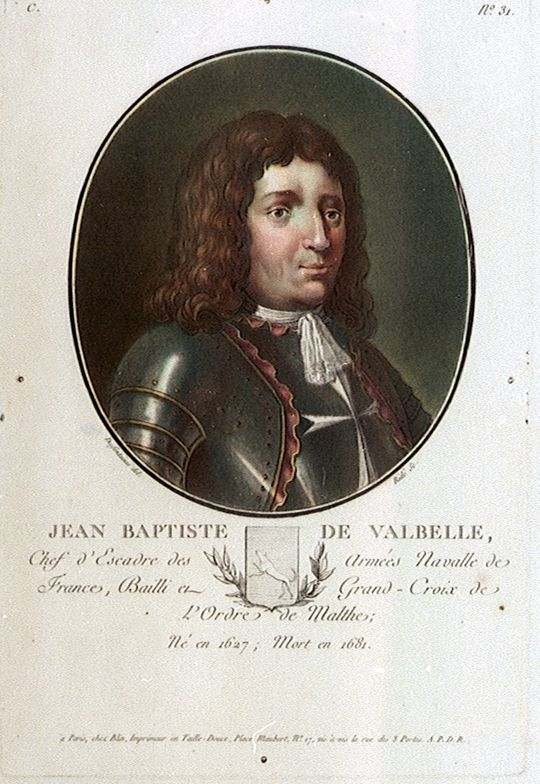
Gravure de Jean-Baptiste de Valbelle.

La paix de Nimègue, signée en 1678, Valbelle ne reste pas longtemps dans l'inaction. En 1679, les corsaires de Tripoli n'ayant pas respecté leurs engagements tenus envers Louis XIV, il est chargé de les mettre à la raison. Il les force à venir demander pardon, et à rendre la liberté à un grand nombre d'esclaves chrétiens.
Au retour de cette expédition, le pape Innocent XI, l'appelle à Rome pour le consulter sur l'état de ses ports et de sa marine. Il lui offre alors le généralat des galères pontificales, ce que Valbelle décline.
À son retour de Rome, il débarque à Toulon où il avait le commandement de la marine, et il négocie avec les Tunisiens un traité en vertu duquel ces derniers s'engagent à ne pas attaquer leurs ennemis, à quelque nation qu'ils appartiennent, au-delà de quatre lieues des côtes françaises.
Cependant, Valbelle est déjà très malade, atteint d'une fièvre lente, qu'il traîne depuis 1677. Il chercha à oublier le mal qui le consumait dans la société de quelques gens d'esprit, particulièrement du duc de la Rochefoucauld, auteur des Maximes, de chez qui il passait beaucoup de temps, selon le célèbre mémorialiste Saint-Simon. Louis XIV lui avait promis le brevet de lieutenant-général de ses armées navales, et sa nomination devait intervenir le 1er janvier 1682. Mais sa santé ne l'emmena pas jusque-là et il meurt le 16 avril 1681, à l'âge de cinquante-quatre ans, dans sa terre de La Reynarde, près de Marseille.

## Jugement par ses contemporains et ses biographes
Dans ses Mémoires pour servir à l'histoire de la marine, Eugène Sue en brosse un portrait avantageux :

« En 1674, le chevalier de Valbelle avait environ cinquante et un ans; c'était un homme de taille moyenne, nerveux, basané, et encore d'une adresse et d'une agilité merveilleuses; avec cela, l'air glorieux, moqueur, et la physionomie la plus spirituelle du monde. […] Dans sa jeunesse il avait été fort galant, et même quelque chose de plus : grâce à la facilité des mœurs méridionales, sa figure, sa bravoure, son esprit, le scandale habile de plusieurs de ses aventures et quelque bien, l'avaient singulièrement accrédité auprès des femmes. »

Léon Guerin, souligne, lui, le courage du Chevalier de Valbelle :

« Jean-Baptiste de Valbelle, officier aussi remarquable par son courage à toute épreuve et son habileté peu commune, que par sa loyauté chevaleresque, ses sentiments élevés, ses manières de grand goût, son esprit cultivé et son style élégant et fier. »

« Valbelle, c'est l'ancien officier français qui saluait poliment ses ennemis de son chapeau, avant de les saluer à vigoureux coups de canon ; qui eût dit volontiers, comme ceux de Fontenoy : « Tirez les premiers, messieurs » ; qui allait à une bataille comme à une affaire d'honneur, comme à un duel entre gens de bonne compagnie d'où il n'était pas convenable de revenir sans que l'un des adversaires fût resté sur le carreau, ou tout au moins eût reçu une bonne leçon. Du reste, prêt à secourir le blessé après le combat, à faire enterrer le mort à ses frais, à soutenir au besoin de sa bourse la famille de son défunt ennemi, à faire valoir, en très-bon style, le courage et le mérite du vaincu, à ne rien épargner pour que jusqu'à la fin, les convenances et tout ce que se doivent entre eux des gens qui se tuent noblement, chevaleresquement, reste intact et respecté. Quand on est Français on ne peut se défendre d'un certain entraînement pour Valbelle; son esprit et sa valeur ont des charmes irrésistibles.
Le bailli de Valbelle n'avait pas démenti un seul instant la devise de sa famille : Fidelis et audax (Fidèle et audacieux); et son cri de guerre: Vertu et fortune. »